# Distretto di Yingge
Il distretto di Yingge (鶯歌區S, Yīnggē QūP) è un distretto della municipalità di Nuova Taipei, situata a Taiwan.